# Warai no daigaku
Warai no Daigaku (笑の大学, Universidad de la Risa) es una obra de teatro escrita por el japonés Kōki Mitani en 1996 y llevada al cine por Mamoru Hoshi en 2004, con guion del propio Mitani.

## Argumento
La acción se desarrolla en Tokio en 1940. Hajime Tsubaki es un joven comediógrafo que trabaja para una modesta compañía teatral llamada Warai no Daigaku (Universidad de la Risa). Ha escrito una parodia de Romeo y Julieta, pero para que la obra se estrene, ha de contar con el visto bueno del censor Mutsuo Sakisaka, un hombre duro y rígido que no sólo prohíbe las obras comprometidas políticamente o que atenten contra la moral de la época, sino que se declara enemigo de la comedia en general, pues considera que no hay lugar para la risa en aquellos difíciles años previos a la intervención de Japón en la II Guerra Mundial.
Sin embargo, Sakisaka ve en la obra un buen material y considera que, debidamente reescrita, se puede convertir en un excelente texto propagandístico afín al régimen imperialista de la época. Para ello, cita día tras día en la sala de interrogatorios a Tsubaki, con el ánimo de que éste transforme la obra. Curiosamente, lejos de que Sakisaka logre sus objetivos, la obra va ganando cada vez más calidad y potencial cómico, lo que va paulatinamente cambiando la opinión del censor, que empieza a mostrar respeto hacia el talento de Tsubaki en particular y hacia la comedia en general.

## Historia de la obra
En 1997 se estrenó en el Teatro Parco de Tokio, siendo protagonizada por los actores Masahiko Nishimura (Censor Sakisaka) y Kondo Yoshimasa (Hajime Tsubaki).
La obra gozó de un gran éxito de crítica y público, por lo que fue llevada al cine en 2004, con Kōji Yakusho (Sakisaka) y Goro Inagaki (Tsubaki) de pareja protagonista.
Tres años después, en 2007, también en el Teatro Parco de Tokio, se estrena la versión en inglés bajo el título de The Last Laugh, siendo representada por Roger Lloyd Park (censor Sakisaka) y Martin Freeman (Tsubaki).
- Datos: Q7895623